# Koeleria besseri
Koeleria besseri är en gräsart som beskrevs av József Ujhelyi. Koeleria besseri ingår i släktet tofsäxingar, och familjen gräs. Inga underarter finns listade i Catalogue of Life.